# Virginie Walterová
Virginie Walterová (* 27. prosince 1954 České Budějovice) je česká zpěvačka, mezzosopranistka, koncertní pěvkyně a hudební pedagožka.

## Životopis
Virginie Walterová se narodila 27. prosince 1954 v Českých Budějovic, kde vystudovala Gymnázium Jana Valeriána Jirsíka. Následně absolvovala konzervatoř v Praze a Akademii múzických umění. Studovala například u Libuše Domanínské a Karla Bermana. Účastnila se mezinárodních pěveckých kurzů u profesora Helmutha Rillinga ve Stuttgartu a ve Spojených státech amerických u pěvkyně českého původu Jarmily Novotné.
Vystupovala například na festivalech Bodensee, v Kjótu, Sapporu, New Yorku nebo v Singapuru se Singapurským symfonickým orchestrem. Hostovala v Německu, Rakousku, Francii, Itálii, Španělsku, Rusku a v Belgii.
Působí jako hudební pedagog. Vyučuje zpěv na Konzervatoři a Vyšší odborné škole Jaroslava Ježka v Praze a na Gymnáziu s hudebním zaměřením v Praze.
V roce 2019 jí udělilo město Poděbrady čestnou medaili za dlouholetou úspěšnou práci v oboru, za vynikající mezinárodní prezentaci české a světové hudby, obohacování místního kulturního života a za dlouholetou pedagogickou činnost. V květnu 2021 obdržela Virginie Walterová „Světovou cenu Antonína Dvořáka“, kterou jí udělila Masarykova akademie umění.

## Diskografie
- Czech Sacred Music (1991)
- Virginie Walterová (1993)